# Vysočany u Blanska

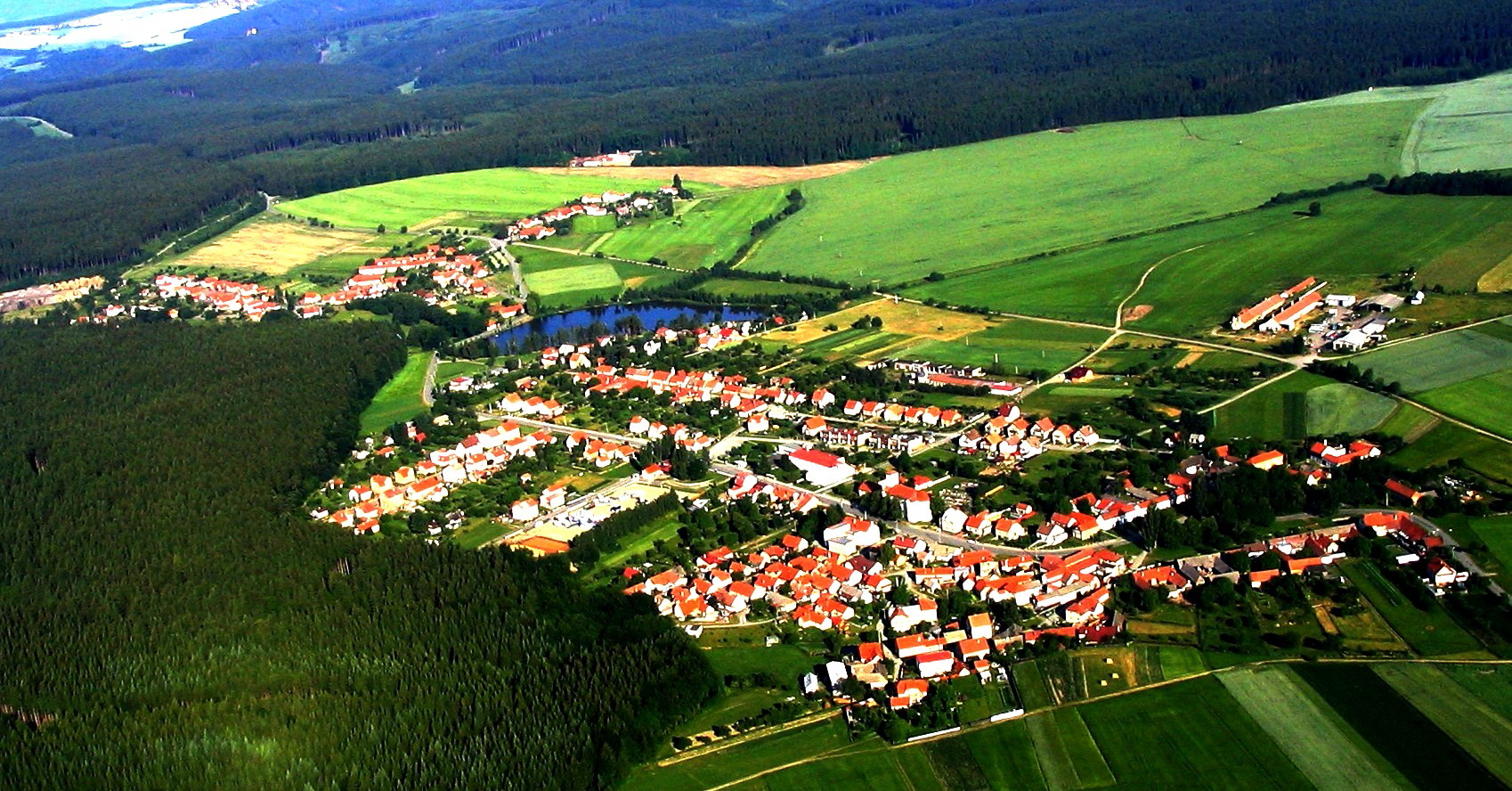
Luftaufnahme: im Vordergrund Molenburk, in der Bildmitte der Teich Polačka, dahinter Housko

Vysočany ist eine Gemeinde in Tschechien. Sie befindet sich zwölf Kilometer südöstlich von Boskovice und gehört zum Okres Blansko. Sie entstand 1964 durch den Zusammenschluss der Gemeinden Housko und Molenburk.

## Geographie
Vysočany befindet sich auf einer Hochfläche nordöstlich des Mährischen Karstes im Drahaner Bergland. Nordwestlich liegt das Tal der Luha, südlich das der Bílá Voda. Im Zentrum der Gemeinde liegt der Teich Polačka, auch Obecní rybník genannt.
Nachbarorte sind Obora und Skelná Huť im Norden, Protivanov im Nordosten, Niva im Osten, Otinoves im Südosten, Baldovec im Süden, Holštejn und Šošůvka im Südwesten, Němčice im Westen sowie Ludíkov und Žďárná im Nordwesten.

## Geschichte

### Housko
Die erste urkundliche Erwähnung des Dorfes Hartwigslag erfolgte 1349 beim Landtafel-Eintrag des vor 1321 erfolgten Verkaufs der Burg Holštejn an Wok/Vok, der dem mährischen Geschlecht der Hrut entstammte und den eigenständigen Stamm der Herren von Holstein begründete. 1437 wurde der Ort als Husí bezeichnet und zugleich die Kirche der Jungfrau Maria erstmals genannt. Das Dorf befand sich jedoch nicht an der Stelle des heutigen Ortes, sondern einen Kilometer nördlich. In der zweiten Hälfte des 15. Jahrhunderts wurde das Dorf zerstört. 1493 wurde Housko als niedergebrannt und 1564 als wüst bezeichnet. Unweit des heutigen Molenburk befand sich das Dorf Bohdalevsko, das 1587 letztmals erwähnt wurde und dann wüst fiel.
1760 entstand Housko an neuer Stelle wieder, als um eine Glashütte mehrere Häuser errichtet wurden. 1793 bestand Housko aus 20 Häusern und hatte 129 Einwohner. 1921 hatte sich die Zahl der Häuser auf 47 erhöht und im Dorf lebten 317 Menschen.
Im Zuge der Errichtung des deutschen Truppenübungsplatzes Wischau gehörte Hausko zu den 33 dafür zu räumenden Orte. Die Räumung des zur 3. Etappe gehörigen Dorfes erfolgte bis zum 30. Oktober 1944. Nach dem Ende des Zweiten Weltkrieges wurde der Ort wieder besiedelt. 1964 wurde Housko mit Molenburk zur Gemeinde Vysočany vereinigt. 1991 hatte der Ortsteil Housko 224 Einwohner.

### Molenburk
Das Dorf Mollenburg wurde 1724 durch den Besitzer der Herrschaft Raitz, Karl Ludwig von Rogendorf und Mollenburg gegründet. 1760 entstand westlich des Ortes eine Glashütte, um die eine Ansiedlung angelegt wurde. Diese erhielt den Namen des wüsten Dorfes Housko. 1763 erwarb Anton Josef Altgraf von Salm-Reifferscheidt die Herrschaft Raitz von den Erben Caroline von Roggendorf, geborene Pálffy-Erdöd, der Witwe Karl Ludwigs. 1793 bestand Mollenburg aus 32 Häusern, in denen 230 Menschen lebten. Hugo zu Altgraf Salm-Reifferscheidt ließ 1817 in Mollenburg eine einklassige Dorfschule einrichten.
Nach der Ablösung der Patrimonialherrschaften im Jahre 1848 wurde Mollenburg zur selbstständigen Gemeinde, die ab 1850 zum Bezirk Blansko gehörte. 1869 kam Mollenburg zum Bezirk Boskowitz. In den Jahren 1870 bis 1873 erfolgte der Bau der Kirche. 1874 wurde Mollenburg, das bis dahin zur Pfarre in Protivanov gehörte, nach Sloup umgepfarrt. Im Jahre 1900 hatte die Gemeinde 550 Einwohner und bestand aus 81 Häusern.
Im Zuge der Errichtung des deutschen Truppenübungsplatzes Wischau gehörte Mollenburg zu den 33 dafür zu räumenden Orte. Die Räumung des zur 3. Etappe gehörigen Dorfes erfolgte bis zum 31. Dezember 1944. Nach dem Ende des Zweiten Weltkrieges wurde der Ort wieder besiedelt. Die Güter befanden sich bis zur Enteignung nach dem Zweiten Weltkrieg im Besitz des Hauses Salm-Reifferscheidt-Raitz. Seit 1950 gehört der Ort zum Okres Blansko. Im Jahre 1964 wurde Molenburk mit Housko zur Gemeinde Vysočany vereinigt.

## Ortsgliederung
Die Gemeinde Vysočany besteht aus den Ortsteilen Housko (Hausko) und Molenburk (Mollenburg), die zugleich auch Katastralbezirke bilden.

## Sehenswürdigkeiten
- Kirche der Hl. Kyrill und Method, geweiht 1873